# HD 56239
HD 56239，又名CP-62 789，SAO 249774、HR 2754，是一颗恒星，视星等为6.02，位于銀經274，銀緯-21.77，其B1900.0坐标为赤經7h 11m 5.4s，赤緯-63° -21.77′ 8″。